# 山口雄也 (映画監督)
山口 雄也（やまぐち ゆうや、1977年7月1日 - ）は、日本の映画監督である。宮崎県都城市山之口出身。

## 人物
日活芸術学院演出科修了後、同校卒業生とともに映像制作会社レフトハイ設立。退社後、テレビ番組、映画、Vシネマなどの助監督などを経験。脚本、監督など、ジャンル、メディアにこだわらず、多方面で活躍している。

## 経歴

### ドラマ
- 2013年　【天才てれび君MAX 13番ロッジの金曜日】（Eテレ）※監督・脚本
- 2014年　【博多ステイハングリー夢王 MUOH】（テレビ西日本）（3話 4話 5話 6話）※監督
- 2016年　【まかない荘】（メ〜テレ）（6話 7話）※監督
- 2016年　【ドラマ24侠飯】（テレビ東京）（3話 5話　8話　9話）※監督
- 2020年　【田園ボーイズ】（テレビ神奈川、TOKYO MX他）（2話 3話）※監督
- 2020年　【四月一日さん家と】（テレビ東京）（11話）※監督
- 2020年　【おしゃ家ソムリエおしゃ子!】（テレビ東京）（5話 7話 8話）※監督
- 2021年　【AKB48　Twitterドラマ　THE SHOW TIME】（4話 6話 12話 13話 14話）※監督　脚本
- 2022年　【まったり！赤胴鈴之助】（テレビ大阪、BSテレビ東京）（4話）※監督
- 2023年　【わたしの夫は―あの娘の恋人―】（テレビ大阪、BSテレビ東京）（4話）※監督
- 2023年　【バツイチがモテるなんて聞いてません】（MBS）（2話 5話）※監督
- 2024年　【Sugar Sugar Honey】（TOKYO MX1）（6話）※監督
- 2024年　【奪われた僕たち】（MBS）（3話 6話）※監督
- 2024年　【買われた男】（テレビ大阪、BSテレビ東京）（5話）※監督
- 2024年　【0.5D】（BS日テレ・テレビ神奈川・テレビ埼玉・チバテレで放送）（2話）※監督
- 2025年　【恋愛革命】（ABCテレビ）（2話　6話　7話）※監督

### 映画
- 2011年　【デイズ 私がアイツになった時】　※監督
- 2012年　【捨てがたき人々】　※演出補・脚本協力
- 2014年　【木屋町DARUMA】　※演出補・脚本協力
- 2014年　【はだかのくすりゆび】　※監督
- 2014年　【父と息子】　※脚本（甲斐バンドオムニバス映画『破れたハートを売り物に』）
- 2021年　【報復～かえし～】　※監督
- 2021年　【短編映画　銀幕エレジー】　※監督
  - カンヌ国際映画祭マーケット（ショートフィルムコーナー）にて上映
  - Tagore International Film Festival
  - 2 11 17 International Film Festival
  - Blackboard International Film Festival
  - New York Flash Film Festival
  - Valencia Indie Film Festival • VALÈIFF
  - スウェーデン・フィルムアワード
  - ストックホルムシティ映画祭
  - Nitiin International Flim Festival
  - Sittannavasal International Film Festival
- 2022年　【短編映画　痴呆殺人】 ※監督　2024年　Japanese Serbian Film Festival
- 2023年　【短編映画　ファミリア】　※監督　
  - Ukrainian Dream Film Festival
  - Druk International Film Festival
  - World Film Carnival Singapore
  - Stockholm City Film Festiva
- 2023年　【オムニバス映画『THEATERS』　銀幕エレジー】　※監督
  - 広島国際映画祭上映2021
  - 函館イルミナシオン映画祭2021（観客賞受賞）